# 格羅澤什蒂鄉 (梅赫丁茨縣)
44°39′N 23°19′E / 44.650°N 23.317°E
格羅澤什蒂鄉（羅馬尼亞語：Comuna Grozești, Mehedinți），是羅馬尼亞的鄉份，位於該國西南部，由梅赫丁茨縣負責管轄，面積43平方公里，海拔高度195米，2007年人口2,195，人口密度每平方公里51人。